# أسني (أسني)
أسني هي إحدى مشيخات المملكة المغربية، تتبع جغرافيا لإقليم الحوز وإداريًا لأسني. يقدر عدد سكانها بـ 9774 نسمة حسب الإحصاء الرسمي للسكان والسكنى لسنة 2004.